# Новый Краснояр
Новый Краснояр (баш. Яңы Краснояр) — село в Стерлитамакском районе Республики Башкортостан Российской Федерации. Административный центр Красноярского сельсовета.

## География

### Географическое положение
Находится на берегу реки Белой. В непосредственной близости от села (в 700 метрах к западу) расположен остановочный пункт 132 км Куйбышевской железной дороги. Пригородные поезда до Стерлитамака, Карламана и Уфы.
Расстояние до:
- районного центра (Стерлитамак): 16 км,
- ближайшей ж/д станции (Косяковка): 8 км.

## Население
| 2002 | 2009 | 2010 |
| ---- | ---- | ---- |
| 381  | ↗456 | ↗473 |

Национальный состав
Согласно переписи 2002 года, преобладающая национальность — русские (45 %).